# Dorohe, Sînelnîkove
Dorohe (în ucraineană Дороге) este un sat în comuna Derezuvate din raionul Sînelnîkove, regiunea Dnipropetrovsk, Ucraina.

## Demografie
Componența lingvistică a localității Dorohe
     Ucraineană (98,75%)
     Rusă (1,25%)
Conform recensământului din 2001, majoritatea populației localității Dorohe era vorbitoare de ucraineană (98,75%), existând în minoritate și vorbitori de rusă (1,25%).